# Passerella schistacea
El chingolo pizarroso (Passerella schistacea) es una especie de ave paseriforme de la familia Passerellidae propia del interior de América del Norte occidental. 
Anteriormente se consideraba conespecífico del chingolo zorruno.
Es un pájaro de pico pequeño, con el plumaje de la cabeza y manto gris, las alas pardas y la cola de color castaño rojizo, y las partes inferiores blancas con veteado pardo, especialmente en el pecho. Cría en las regiones montañosas del oeste de Norteamérica, desde el noroeste de la Columbia Británica y Nevada al este de California.

## Taxonomía

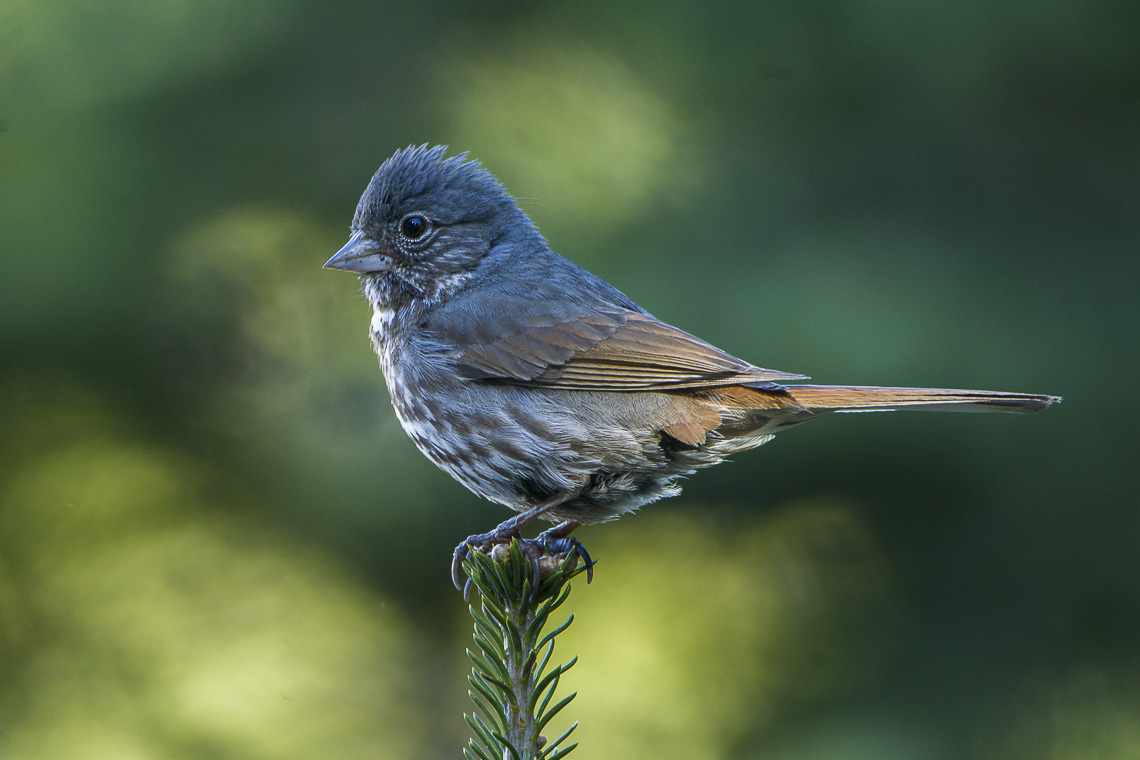
Ejemplar en el monte Rainier.

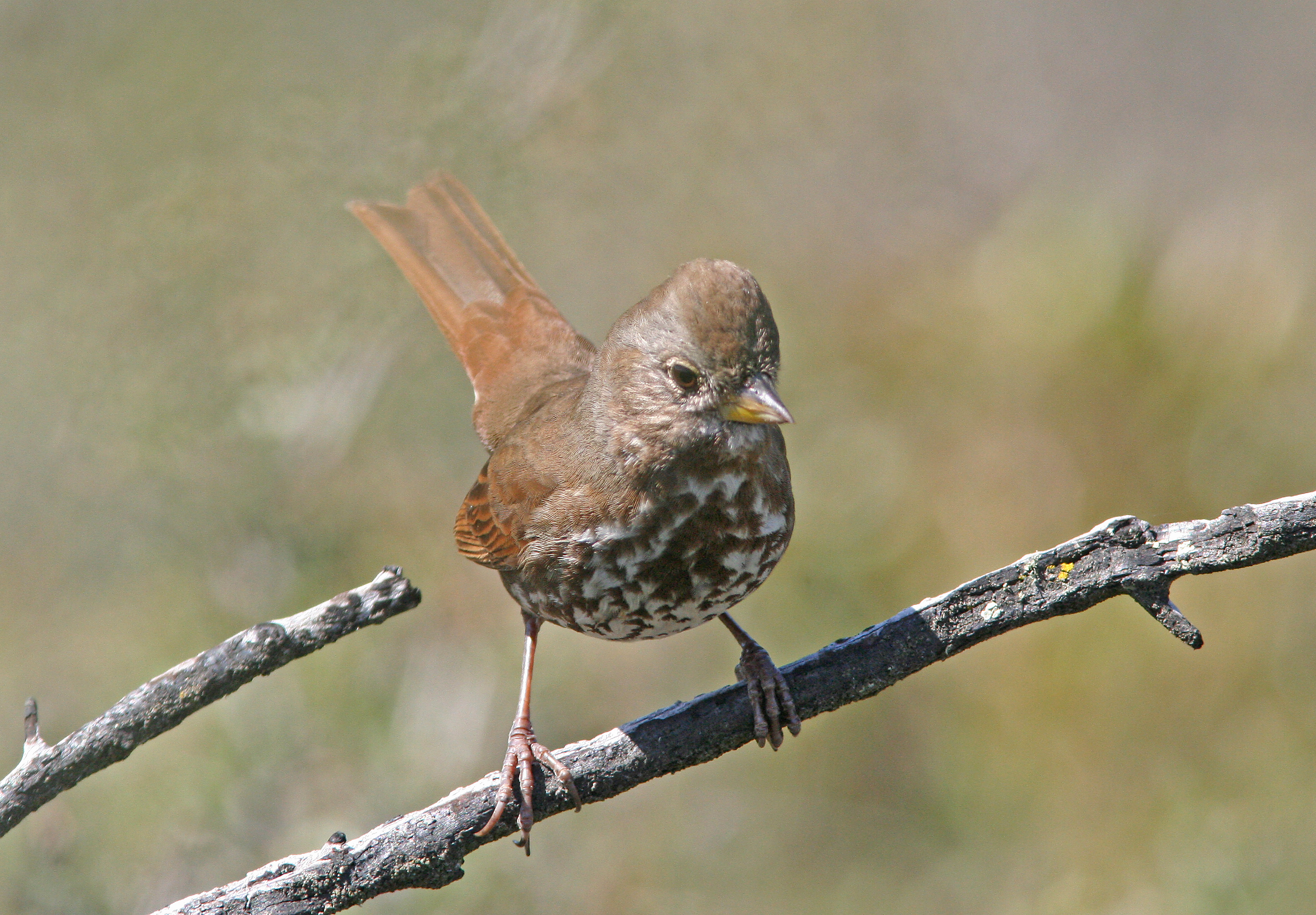
P. s. altivagans.

Anteriormente se incluía esta especie, como todas las del género, dentro de la especie del chingolo zorruno (Passerella iliaca), pero en 2003 los estudios genéticos demostraron que se trataba de un complejo críptico de especies que era preciso dividir. Por ello, se escindieron como tres especies separadas las antiguas subespecies del oeste y centro de Norteamérica, una de ellas el chingolo pizarroso. 
Se reconocen las siguientes subespecies de chingolo pizarroso:
- P. s. schistacea Baird, 1858:

Cría desde el puerto Crowsnest (Columbia Británica) y el parque de los lagos Waterton (sudoeste de Alberta) hacia el sur por las montañas de la Gran Cuenca. Distribuido fragmentadamente en la parte sur de su área de distribución llegando al norte de Nevada, Fort Bridger (Wyoming), y Cochetopa Creek (oeste de Colorado). Se desplaza hacia el sur y la costa en invierno, llegando principalmente al sur de California.
Es la subespecie nominal, su cabeza y espalda son de color gris pizarra, con un tono parduzco en la espalda. Sus alas, obispillo, cola, píleo y el moteado de las partes inferiores es de un castaño oscuro, que es más rojizo en la cola.
- P. s. altivagans Riley, 1911:

Cría en el interior, desde el centro de la Columbia Británica hasta el área del puerto de Crowsnest. En invierno se encuentra principalmente en la cordillera de las Cascadas, Sierra Nevada, California, y las regiones costeras meridionales californianas y el extremo norte de México.
En general similar a schistacea, pero con la espalda notablemente parda y las alas y la cola de tonos rojizos.
- P. s. canescens Swarth, 1918:

Cría en las montañas del centro de Nevada, especialmente en las montañas Shoshone, Toiyabe y Monitor, y las montañas Blancas, de California. Pasa el invierno en el área fronteriza de California-Arizona-México.
Similar a schistacea sensu stricto y difícil de diferenciar, algo más grisácea en general.
- P. s. olivacea Aldrich, 1943:

Cría en el área de Nelson (Columbia Británica) extendiéndose hacia el sur por las laderas orientales de la cordillera de las Cascadas, probablemente hasta el norte de Idaho y el noroeste de Montana, y por el este alcanza montañas Azules de Oregón. En invierno, migra a California (condado de Tehama, montañas Piute) y la Sierra de Juárez en el norte de México.
Difícilmente distinguible de schistacea sensu stricto, con tonos más pardo oliváceos en lugar de castaños.
- P. s. swarthi Behle y Selander, 1951:

Cría desde condado de Bannock y Condado de Bear Lake, Idaho, hacia el sur por las montañas de Utah hasta el condado de Sanpete.
Es una variedad muy gris, con un patrón de moteado muy denso en el pecho, aunque aparentemente integrada con schistacea y canescens.